# Euastrum quadrilobum
Euastrum quadrilobum là một loài Song tinh tảo trong họ Desmidiaceae, thuộc chi Euastrum.